# Eberhard Spenke
Eberhard Spenke (5. prosince 1905, Budyšín – 24. listopadu 1992, Pretzfeld) byl německý fyzik.

## Životopis
Eberhard Spenke studoval na univerzitách v Bonnu, Göttingenu a Königsbergu fyziku. Promoval v roce 1929. Poté pracoval v období 1929 až 1946 jako vědecký pracovník v berlínské centrální laboratoři Siemens & Halske AG. Spolu s Walterem Schottkym (1886–1976) zde zkoumal vlastnosti polovodičových materiálů.
V roce 1944 byl zařazen do pracovní skupiny Akustik pod vedením Friedricha Spandöcka.
Po válce vybudoval v Pretzfeldu laboratoř pro výzkum polovodičů (Siemens & Halske AG). V roce 1954 se mu poprvé podařilo získat čistý křemík jako materiál pro výrobu elektrotechnických součástek. Eberhard Spenke zdokonalil svou metodu čištění a dalšího zpracování křemíkových krystalů tak, že bylo možné provádět ji průmyslově. Je považován ze «otce křemíkových polovodičů».